# Марон Ліванський
Ма́рон (? — 410) — ранно-християнський арабський святий, аскет-самітник та чудотворець з Лівану, від якого бере свою назву ліванська греко-католицька церква, що зветься маронітською, а її члени маронітами.
Святий Марон з любові до Христа покинув світ і замешкав на горі, щоб на самоті посвятити себе досконалій злуці з Богом. Там він посвятив поганську святиню, яка з того часу служила християнам для їхнього побожного прославлення правдивого Бога. Господь наділив Свого вірного слугу даром чудесного зцілення недужих.
Слава про чудесні оздоровлення скоро розійшлася по всій околиці і незабаром до побожного пустельника почали приходити за порадою і допомогою люди. Марон намагався лікувати передусім недуги душі. Закінчив він своє богоугодне життя 410 року.
Папа Бенедикт XIV у 1753 році написав листа про святість Марона.